# Camila Recabarren
Camila Romina Recabarren Adaros (Copiapó, 22 de marzo de 1991) es una modelo chilena, ganadora de Miss Chile 2012. Fue la delegada de Chile en Miss Mundo 2012. También se ha desempeñado como presentadora de televisión.

## Carrera
En 2012 forma parte del docurreality No basta con ser bella obteniendo el primer lugar del concurso donde la ganadora se convertía en Miss Chile.
En 2014 salió elegida como reina del Festival y Fiesta Nacional de la Leche y la Carne organizado en la ciudad de Osorno.

### Miss Mundo 2012
Camila fue elegida el 26 de junio de 2012, bajo la organización de Miss Chile, para representar a Chile en Miss Mundo 2012, en Ordos, China, el 18 de agosto de 2012.
En su camino a la noche final de Miss Mundo 2012, fue seleccionada dentro de las 10 finalistas en el Fast Track "Top Model", participando en un desfile de moda para la marca Erdos 1436.
Se lució en las pasarelas de la ciudad de Ordos, y causó bastante impacto en los portales de noticias internacionales, donde figuraba entre las favoritas. Pese a la expectativa inicial en el certamen principal no quedó seleccionada.

### Otros proyectos
A finales de 2015 crea el proyecto "Magic Fashion Show" basándose al estilo de Victoria's Secret con las modelos Pilar Moraga, Romina Ansaldo, Aylén Milla y Julia Fernández (excompañeras de Amor a prueba), junto a Ingrid Aceitón (excompañera de No basta con ser bella). Debutaron el 5 de diciembre de 2015 en Enjoy Coquimbo.
Durante febrero de 2018 fue candidata a reina del Festival de Viña del Mar de 2018 en representación del programa Hola Chile de La Red.

## Carrera televisiva

### Amor a prueba
En 2014 entra al primer reality realizado por el canal Mega llamado Amor a prueba. A dicho reality entra como soltera, y en la primera semana le toca ser "jote" de la pareja de Nicole "Luli" Moreno y Hernán Cabanas. Al quedar nominados por competencia, y al perder el duelo de eliminación, a Hernán le toca decidir entre su pareja o la soltera, quedándose con Camila y eliminando así a Luli. En la cuarta semana deja de ser soltera y forma pareja con su "jote" Michael Murtagh. En la quinta semana es expulsada tras agredir físicamente a Eugenia Lemos, después de varios días de provocaciones por parte de la argentina.
| 1.          | Luli & Hernán       | Nominados  | —           | (En riesgo) | Perdedores              |
| 2.          | Hernán (Michael)    | Nominados  | (En riesgo) | (En riesgo) | Cancelado               |
| 3.          | Hernán (Michael)    | 6.º lugar  | 1.er lugar  | Nominados   | Salvados por el público |
| 4.          | Michael (Miguel)    | 3.er lugar | Nominados   | (En riesgo) | Ganadores               |
| 5.          | Michael (Sebastián) | 3.er lugar | 3.er lugar  | —           | —                       |
| 1. 2. 3. 4. |                     |            |             |             |                         |

### ¿Volverías con tu ex?
En 2016 ingresó al segundo reality de Mega, ¿Volverías con tu ex? junto a Alberto (Tatón), su expareja durante 5 años, actualmente de 62 años. En la semana 7, al quedar nominados y al perder el duelo de eliminación, Camila, al ser la favorita del público, podía elegir entre amor (irse del programa con su ex) o venganza (quedarse y eliminar a su ex del programa), y, como era de esperar, Camila eligió venganza y así Tatón queda fuera del reality. En la semana 8, al quedar sin su ex, Camila tenía que elegir a una de las exparejas para formar un trío con ellas, eligió así a las expareja conformada por Joaquín Méndez y Flavia Medina. Sin embargo, en la semana 10 se hizo una nueva organización en los equipos de los participantes del reality según sus relaciones amorosas actuales, por lo que Camila siguió con Joaquín, pero esta vez no con Flavia, sino con Paula, ya que esta última se había quedado sin equipo luego de haber sido eliminados sus dos compañeros. Camila logra ser una de las tres parejas finalistas del reality junto con su pareja Joaquín Méndez como una de las 5 últimas parejas que pelearán por el premio final, donde debieron competir contra Oriana Marzoli junto con su pareja Luis y su amiga Galadriel y su pareja en ese entonces Leandro Penna, estos últimos perdieron la primera prueba de eliminación, entonces para ver quien se llevaba el premio final debió competir Camila y Joaquín contra Oriana y Luis.
Camila Recabarren junto con Joaquín obtuvieron el segundo lugar del Reality, Oriana y Luis obtuvieron el primer lugar.
| 1.          | Tatón            | Nominados  | No hubo     | No hubo     | No hubo     | No hubo    | Cancelado  |
| 2.          | Tatón            | Salvados   | Nominados   | (En riesgo) | (En riesgo) | Perdedores | Cancelado  |
| 3.          | Tatón            | Salvados   | 6° lugar    | Salvados    | Salvados    | —          | —          |
| 4.          | Tatón            | 1.er lugar | (Inmunes)   | (Inmunes)   | (Inmunes)   | —          | —          |
| 5.          | Tatón            | Salvados   | Nominados   | (En riesgo) | (En riesgo) | Perdedores | Ganadores  |
| 6.          | Tatón            | Nominados  | (En riesgo) | (En riesgo) | (En riesgo) | Ganadores  | —          |
| 7.          | Tatón            | Nominados  | (En riesgo) | (En riesgo) | (En riesgo) | Perdedores | Perdedores |
| 8.          | Joaquín & Flavia | Salvados   | 1.er lugar  | Salvados    | Salvados    | —          | —          |
| 9.          | Joaquín & Flavia | 1.er lugar | (Inmunes)   | (Inmunes)   | (Inmunes)   | —          | —          |
| 10.         | Joaquín & Paula  | 2.º lugar  | 1.er lugar  | Salvados    | Salvados    | —          | —          |
| 11.         | Joaquín & Paula  | 1.er lugar | (Inmunes)   | (Inmunes)   | (Inmunes)   | —          | —          |
| 1. 2. 3. 4. |                  |            |             |             |             |            |            |

### Como panelista y presentadora
Tras su participación en Amor a prueba y Volverías con tu ex, Camila se desempeñó como panelista del programa Mujeres primero, emitido a través de La Red. Tras el fin de este programa en 2017, pasó como panelista del programa matinal Hola Chile.
En 2019 es contratada por Chilevisión donde estuvo de panelista en el matinal La mañana, y posteriormente con un programa propio Tu vida, tu historia junto a Jean Philippe Cretton.

## Vida personal
Su relación más polémica fue con Alberto "Tatón" Púrpura, a quien conoció cuando ella tenía 17 años y él 53 años. Dicha relación terminó en diciembre de 2012, luego de 4 años. Tuvo una relación con Jorge Hurtado a quien señala como padre de su hija, pero la prueba de ADN arrojó resultado negativo en cuanto a la paternidad. También tuvo una relación amorosa con el joven actor argentino Joaquín Méndez, a quien conoció en el reality ¿Volverías con tu ex?.
El jueves 25 de julio de 2013 Camila dio a luz a su hija Isabella a las 17:30 horas en el Hospital San Juan de Dios de La Serena.
En 2019, Camila Recabarren presentó su nueva relación con Dana Hermosilla, quién también es famosa en el mundo de los eventos e influencers. Dana se dedica a las relaciones públicas y además es mánager de su hija Isabella Cuebas, una joven influencer que saltó a la fama tras ganar un concurso para trabajar con Selena Gómez. Al revelar su relación de pareja con Dana Hermosilla, Camila Recabarren declaró ser homosexual, posteriormente señaló ser pansexual.

### Embarazo
El día martes 15 de enero de 2013 se empezó a rumorear sobre el posible embarazo de Camila. Recabarren, de 22 años, confirmó en Mucho gusto, matinal de Mega, que está esperando un bebé. Sin embargo, se negó a decir el nombre del padre. Alberto "Tatón" Púrpura, con quien Camila Recabarren comenzó a relacionarse sentimentalmente cuando ella tenía 17 años y él 53 años, presentó una demanda de paternidad por la hija de Camila Recabarren.
Casi un mes después de prometer no revelar quien sería el padre de su hija, el martes 12 de febrero reveló que el padre es el concejal de La Serena Jorge Hurtado Torrejón.
El concejal de La Serena Jorge Hurtado Torrejón, se realizó examen de ADN que arrojó resultado negativo respecto de la paternidad de la hija de Camila Recabarren.                                                                                                                                                         A Martín Cárcamo, también se lo involucró como supuesto padre, lo cual enfureció al animador, señalando en el matinal "Bienvenidos" lo siguiente:“Si Jorge Hurtado (concejal de La Serena que tuvo una relación con Recabarren) no es el papá, ella también tiene una responsabilidad en términos de que sabe con quién estuvo y con quién no, de saber quién es el papá. Una mujer sabe quién es el papá o los posibles padres”, afirmó el conductor de Canal 13.

## Trayectoria como modelo
| Año  | Evento                          | Notas              |
| ---- | ------------------------------- | ------------------ |
| 2012 | Reina de la Pampilla            | Invitada           |
| 2012 | Top Model Fashion Show          | Modelo             |
| 2014 | Festival de la leche y la carne | Reina del festival |
| 2015 | Magic Fashion Show              | Modelo             |

## Apariciones en televisión
| Año  | Programa               | Rol                          | Canal       |
| ---- | ---------------------- | ---------------------------- | ----------- |
| 2010 | Elígeme                | Participante                 | Mega        |
| 2010 | Fear Factor Chile      | Participante (3.º Lugar)     | Canal 13    |
| 2012 | No basta con ser bella | Participante (Ganadora)      | Canal 13    |
| 2012 | Bienvenidos            | Jurado                       | Canal 13    |
| 2012 | Sábado gigante         | Modelo / Coanimadora         | Canal 13    |
| 2012 | Pareja perfecta        | Jurado                       | Canal 13    |
| 2014 | Amor a prueba          | Participante (Expulsada)     | Mega        |
| 2016 | ¿Volverías con tu ex?  | Participante (2.º Lugar)     | Mega        |
| 2017 | La Divina Comida       | Participante anfitriona      | Chilevisión |
| 2017 | Mujeres primero        | Panelista                    | La Red      |
| 2018 | Hola Chile             | Panelista                    | La Red      |
| 2018 | Pasapalabra            | Participante                 | Chilevisión |
| 2019 | La mañana              | Panelista                    | Chilevisión |
| 2019 | Tu vida tu historia    | Conductora                   | Chilevisión |
| 2024 | ¿Ganar o servir?       | Participante (8.ª eliminada) | Canal 13    |